# Clorură de litiu
Clorura de litiu este o sare a litiului cu acidului clorhidric cu formula chimică LiCl, fiind și un compus ionic tipic și având proprietatea de higroscopicitate. Punctul de topire este relativ scăzut, de aproximativ 600 °C, iar punctul de fierbere variază între 1325-1360 °C. 

## Proprietăți chimice
Sărurile formează hidrați cristalini, spre deosebire de clorurile altor metale alcaline.  Ca toate soluțiile de cloruri ionice, clorura de litiu în soluție poate fi o sursă de ioni de clorură; de exemplu, poate forma precipitatul numit clorură de argint în urma tratării cu azotat de argint, după reacția:
LiCl + AgNO3  →  AgCl + LiNO3

## Utilizări
Clorura de litiu este folosită, în primul rând, pentru producția litiului prin electroliza topiturii unui amestec din această substanță combinată cu clorura de potasiu la o temperatură de 600 C. Compusul își mai găsește aplicații și în sinteza organică, ca aditiv în Reacția lui Stille. În biochimie, ajută la precipitarea acidului ribonucleic din extractele celulare. 
De asemenea, clorura de litiu este utilizată ca colorant pentru flacără, producând culoarea roșie.

## Hazard
Clorura de litiu este iritantă. În cazul contactului cu ochii, se recomandă spălarea acestora într-un jet de apă. Dacă apare contactul cu pielea, se îndepărtează hainele din zona pătată și se spală pielea cu apă în jet și săpun. 
Sărurile de litiu atacă centrul nervos; pentru o scurtă perioadă în anii 1640, clorura de litiu a fost folosită ca substituent pentru clorura de sodiu, dar a fost interzisă datorită toxicității sale. 